# Ирина Пигонитиса
Ирина Пигонитиса (на гръцки: Ειρήνη Πηγωνιτίσσα) е византийска аристократка от XI век – кесариса, съпруга на кесаря Йоан Дука и снаха на император Константин X Дука.

## Произход и семейство
Почти цялата информация за нея се съдържа в дългото надгробно слово, което Михаил Псел съчинил за кесариса Ирина след смъртта ѝ. В него Псел съобщава, че Ирина е родена в най-красивия град на Пафлагония, била най-голямото дете в семейството и превъзхождала по красота и характер по-малките си братя и сестри. Псел споделя за баща ѝ, без да го назовава поименно, че името му е съчетание от думите извор (на гръцки пиги) и победа (нике), т.е то означавало извор на победа, и напълно подхождало за човек, отличил се с победите си във войната срещу българите по времето на император Василий II Българоубиец. Въз основа на тази информация се прави заключението, че Ирина е била дъщеря на патрикия Никита Пигонит, дука на Драч, който през 1018 г. успял да убие българския цар Иван Владислав.
Около 1040/1045 г. Ирина Пигонитиса се омъжила за Йоан Дука, който е по-малък брат на бъдещия император Кондтантин X. Родила му двама сина – Андроник Дука и Константин Дука.
Преди възцаряването на девер ѝ през 1059 г. съпругът на Ирина е притежавал ранг на магистър и изпълнявал длъжностите на вестарх и дука, а от това време е датиран един печат на Ирина Пигонитиса с изображение на Богородица Влахернитиса, върху който Ирина е посочена като магистриса, вестархиса и дукиса.

## Византийска кесариса
След като Константин X се възкачил на престола, той почел брат си с титлата кесар. Това бил преломен момент за Ирина, чието семейство трябвало да се премести в двореца. Издигането на съпруга ѝ, изглежда, смутило Ирина и я мотивирало към по-голяма добродетел – отказвала да носи пищните инсигнии на една кесариса и постепенно се превърнала в образец на женска скромност и сдържаност, превъзхождайки в това отношение съпруга си и царастващите му роднини. Познавала се с Михаил Псел отпреди възцаряването на Константин X, поради което търсела съветите му като от човек, който отдавна живеел в двореца. По този начин Псел имал възможността да опознае нейното духовно смирение и станал нещо като неин духовен баща. В едно от писмата си до съпруга ѝ Михаил Псел ги обвинява, че двамата са се наговорили да го впримчат, като за целта Ирина му изпращала стръв под формата на подаръци от масло, сирене и други вкусни храни, към които той имал слабост.
Около 1060 г. Ирина се разболяла от хепатит, но не спряла да се усмихва и не дала повод за безпокойство на съпруга си, така че той през цялото време мислел, че тя е добре; скоро тя успяла да се възстанови от тази болест напълно.
Вече около 1064 г. кесарисата неочаквано заболяла отново, като този път болестта ѝ била фатална – тръгнала от ръката ѝ, обхванала цялото тяло, причинявала ѝ треска и изчерпвала силите ѝ, превръщайки я в безнадежден за лекуване случай. Епитафията на Михаил Псел описва скръбта, с която семейството на кесарисата посрещнало страданията и смъртта ѝ. Скоро тази скръб обхванала цялата столица, макар че повечето хора никога не били виждали кесарисата, но вече знаели за нейните добродетели. Псел прави подробно описание на последните моменти на Ирина, на чието смъртно ложе той присъствал лично в качеството си на неин лекар. Там, освен съпруга и синовете ѝ, присъствали императорът и императрица Евдокия, която, потънала в скръб, успяла да произнесе и кратко оплакване. Ирина успяла да събере сетни сили, за да се помоли за съпруга и децата си на Евдокия, която непрестанно я прегръщала, така че се наложило Михаил Псел да успокоява императрицата и накрая да я моли да се отдръпне от умиращата. Така според думите на Псел кесарисата починала, напълно отдадена на Бога и успокояваща съпруга си. За смъртта ѝ Михаил Псел написал монодия, която съставил близо година по-късно – около 1065/66 г., страхувайки се да не преувеличи нещо в нейното описание, повлиян от емоциите и прясната скръб от кончината ѝ.
Кесариса Ирина е баба на византийската императрица Ирина Дукина – съпругата на император Алексий I Комнин. Ирина Дукина е дъщеря на Андроник Дука, който е по-големият син на кесариса Ирина. Поради тази причина датата на смъртта на кесарисата – 8 септември, е посочена на първо място в т.нар. Поменик за роднините на императрица Ирина, поместен в типика на константинополския манастир „Христос Филантроп“, основан от императрица Ирина Дукина. Тъй като императрица Ирина Дукина е родена през 1066 г., а в епитафията си за кесарисата Михаил Псел споменава като родени към онзи момент единствено внуците ѝ Михаил Дука (роден около
1061) и Йоан Дука (роден около 1064 г.), които са по-големи братя на императрицата Ирина, изследователите на документа предполагат, че най-вероятно кесариса Ирина е умряла на 8 септември 1065 г., преди раждането на внучка ѝ Ирина.

## Цитирана литература
- Гръцки извори за българската история, Т. VI. София: БАН, 1965, http://www.promacedonia.org/gibi/6/index.html
- ((sr))  Византијски извори за историју народа Југославије, Т. III. Београд, 1966, http://macedonia.kroraina.com/viinj/viinj_3.pdf
- ((fr)) Grégoire, Henri (1937). Du nouveau sur l'histoire bulgaro-byzantine: Nicétas Pégonitès, vainqueur du roi bulgare Jean Vladislav. – Byzantion, 12(1/2),  283 – 291, JSTOR 44169716, https://ia801906.us.archive.org/32/items/byzantion-06-1931/Byzantion-12%20%281937%29.pdf
- ((en)) Jeffreys, M. et al. (eds) (2016). Prosopography of the Byzantine World. King's College London, ISBN 978-1-908951-20-5, https://pbw2016.kdl.kcl.ac.uk
- ((en)) Jeffreys, Michael; Lauxterman, Marc D. (eds) (2017). The letters of Psellus. Cultural Networks and Historical Realities, Oxford Studies in Byzantium. Oxford University Press, doi:10.1093/acprof:oso/9780198787228.001.0001, ISBN 9780198787228, online-ISBN 9780191829307, https://academic.oup.com/book/7944?login=true
- ((fr)) Kouroupou, Matoula; Vannier, Jean-François (2005). Commémoraisons des Comnènes dans le typikon liturgique du monastère du Christ Philanthrope (ms. Panaghia Kamariotissa 29). – Revue des études byzantines, 63,  41 – 69., doi:10.3406/rebyz.2005.2305, ISSN 0771-3444, https://www.persee.fr/doc/rebyz_0766–5598_2005_num_63_1_2305
- ((en)) Polemis, Demetrios I. (1968). The Doukai: A Contribution to Byzantine Prosopography. London: The Athlone Press, OCLC 299868377, https://books.google.com/books?id=Sx5dAAAAIAAJ
- ((el)) Varzos, Konstantinos (1984). Η Γενεαλογία των Κομνηνών, A. Thessaloniki: Centre for Byzantine Studies, University of Thessaloniki, OCLC 834784634, архив на оригинала от 11 април 2019, https://web.archive.org/web/20190401112856/https://www.kbe.auth.gr/sites/default/files/bkm20a1.pdf
- ((de)) Wassiliou-Seibt, Alexandra-Kyriaki (2009). Der Familienname Pegonites auf byzantinischen Siegeln und in anderen schriftlichen Quellen, In: Kotzabassi, S.; Mavromatis, G. (eds). Realia Byzantina, 19. Berlin-New York: Walter de Gruyter, pp. 303-320, ISBN 978-3-11-022230-2, https://www.academia.edu/7665792/_Der_Familienname_Pegonites_aud_byzantinischen_Siegeln_und_in_anderen_schriftlichen_Quellen_in_S_Kotzabassi_G_Mavromatis_eds_Realia_byzantina_Byzantinisches_Archiv_22_Berlin_New_York_2009_303_320